# Central European Journal of Biology
Central European Journal of Biology (ook CEJB) is een internationaal, aan collegiale toetsing onderworpen wetenschappelijk tijdschrift op het gebied van de biologie.
De naam wordt in literatuurverwijzingen meestal afgekort tot Cent. Eur. J. Biol.
Het wordt gezamenlijk uitgegeven door Springer Science+Business Media en Versita en verschijnt tweemaandelijks.
Het eerste nummer verscheen in 2006.